# Zaleđe (nogomet)
Zaleđe, ili ofsajd (prema engl. offside), je nogometno pravilo koje određuje koliko daleko od "igre" mogu biti napadači momčadi koja napada, ili jednostavnije, napadač zbog tog pravila ne može jednostavno čekati loptu kod protivničkog gola i samo ispred vratara pucati, osim ako je sam s loptom došao do vratara.
Zaleđe je najsloženije nogometno pravilo. 

## Primjena zaleđa
Zaleđe se može podijeliti na tri dijela: nedozvoljena pozicija, dosuđivanje zaleđa i sankcija samog zaleđa.

### Nedozvoljena pozicija
2005. odbor FIFA-e dogovorio je novo pravilo što se tiče zaleđa, prema kojem je u zaleđu igrač kojem je bar dio tijela (glava, stopalo...) bliži gol-liniji suparničkog gola od lopte i od nekog suparničkog igrača. Položaj ruke se ne gleda. To je uvedeno kako bi po pravilima napadač momčadi morao cijelim tijelom biti dalje od suparničke gol-linije u odnosu na suparničkog igrača.
Općenito gledajući, ovo pravilo znači da momčad koja napada mora voditi računa da suparnička momčad ima bar dva igrača (računajući i vratara) između gol-linije i nekog njihovog igrača, ili da svi igrači momčadi koja napada moraju biti iza lopte tako da ona bude bliže gol-liniji od bilo kojeg njihovog igrača.
Bitno je napomenuti da se momčad čiji je igrač u zaleđu ne smije odmah kažnjavati zaleđem. Do prekida napada dolazi tek kada se igraču koji je u zaleđu uputi lopta. Igrač nije u zaleđu ako je dobio loptu u zaleđu od suparničkog igrača ili od svog igrača iz prekida pod uvjetom da taj prekid nije neizravni ili izravni slobodni udarac, ili ako je na svojoj polovici terena.

### Dosuđivanje zaleđa
Igrač koji se nalazi u zaleđu treba biti sankcioniran samo ako loptu u tom trenutku prema njemu uputi netko od njegovih suigrača, namjerno ili slučajno. Tada on aktivno sudjeluje u igri nalazeći se u nedozvoljenom položaju.
Gleda se da je igrač u nedozvoljenom položaju onda kada je lopta njemu upućena. Ako mu je lopta upućena dok nije bio u takvoj poziciji, nema zaleđa. Ako igrač u zaleđu krene prema natrag u dozvoljen položaj, bez obzira na to što se pokušava maknuti iz zaleđa i ide unazad i dalje se gleda gdje se on nalazi kada mu lopta biva upućena. 
Da li igrač aktivno sudjeluje u igri, složeno je pitanje. FIFA je 2003. donijela odluke koje to određuju, a one su u primjeni od srpnja 2005.
- Sudjelovati u igri znači kada igrač primi ili proslijedi loptu upućenu mu dok je bio u zaleđu. Također, igrač u zaleđu može biti kažnjen bez da primi loptu ako, po mišljenju suca, niti jedan mu suigrač u dozvoljenoj poziciji nema mogućnost dodati loptu.
- Igrač sudjeluje u igri također ako bilo kako ometa suparničkog igrača da dođe do lopte, koja mu je bila upućena dok je bio u poziciji zaleđa.
- Ako igrač koji se nalazi u zaleđu,ali ne sudjeluje aktivno u igri, krene na loptu nakon što se ona odbije od vratnice tada se dosuđuje zaleđe.

### Sankcija prekršaja
Zaleđe se kažnjava neizravnim slobodnim udarcem za protivničku momčad, s mjesta gdje je igrač bio u zaleđu. Ako momčad koja se branila (ona koja nije napravila zaleđe) dobije loptu kada se zaleđe trebalo sankcionirati, onda suci najčešće ne usporavaju igru suđenjem slobodnih udaraca i sličnih prekida. 

### Označavanje prekršaja
Glavni suci kod zaleđa ovise najviše o svojim pomoćnicima, koji se nalaze u liniji s posljednjim braničima momčadi koja se brani. Kad procijeni da je načinjeno zaleđe, pomoćni sudac stane i digne zastavicu uspravno u zrak, i kad ga glavni sudac opazi, zastavicom pokaže na mjesto gdje je načinjen prekršaj zaleđa.
- Zastavica prema dolje: zaleđe je napravljeno u dijelu terena blizu pomoćniku.
- Zastavica paralelno s terenom: zaleđe je napravljeno pri sredini tog dijela terena.
- Zastavica prema gore: zaleđe je napravljeno u dijelu terena daleko od pomoćnika.

## Povijest
Pravilo datira još od samog početka igre, i do danas je dosta postroženo. Igrač je isprva bio u zaleđu ako je bio ispred lopte, što je slično pravilu u ragbiju, od kojeg je nogomet potekao. Po još jednom davnom pravilu, nije bilo zaleđa, i postojali su čak i igrači koji su morali stajati što bliže protivničkoj gol-liniji.
1848. u prostorijama fakulteta Cambridge razgovarano je o ovom problemu. Bili su tamo predstavnici škola Eton, Harrow, Rugby, Winchester i Shrewsbury, i svatko je dao svoj prijedlog i svoje pravilo. Preko 9 sati ramišljali su o jednom od prvih "pravila Cambridgea". Zapisi tih pravila iz 1848. danas ne postoje. Nakon što su pravila primijenjena, 1856. još su dodatno izmijenjena. Kopija tih pravila nalazi se danas u knjižnici škole Shrewsbury.
Kako se nogomet razvijao problem zaleđa izazvao je najviše polemika. Uvedeno je 70-ih godina 19. stoljeća pravilo po kojem se bar jedan igrač mora nalaziti između napadača i vratara. Do 1925. pravilo je bilo da to moraju biti čak 3 igrača.
Sezone 1987-88 eksperimentalno je uvedno pravilo prema kojem igrač nije mogao biti u zaleđu kad bi mu lopta bila dodana nakon slobodnog udarca. No, nije doživjela uspjeh. 
1990. uvedeno je pravilo prema kojem igrač nije u zaleđu ako je jednako udaljen od gol-linije kao i zadnji obrambeni igrač. To pravilo pomoglo je razvoju više napadačkom nogometu.
2003. po novim pravilima, o tome je li igrač u zaleđu odlučivale su i njegove kretnje u poziciji zaleđa.

## Ofsajd zamka
Ofsajd zamka je obrambena taktika kojom braniči stavljaju napadača u poziciju zaleđa. Kada suparnička momčad napada, i jedan od igrača se priprema da doda loptu svom suigraču, svi braniči se pomaknu u naprijed ne bi li tog kome je lopta upućena, ostavili najbližeg vrataru, čime bi on bio u zaleđu. Problem je pogoditi pravi trenutak u trenutak, da suparnici ne shvate zamku, i da igrač kome je upućena lopta baš bude u zaleđu, jer ako taj potez ne uspije, napadač će ići sam na vratara. Nakon što naprave tu zamku braniči refleksno dižu ruke u zrak kako bi ih zamijetio linijski sudac.
Jedan je od najpoznatijih braniča po pitanju ofsajd zamke, bio Billy McCracken, igrač Newcastle Uniteda. Navodno je zbog njega FIFA 1925. mijenjala pravila smanjujući broj igrača između napadača i vratara s 3 na 2.